# Tom Leppard
Tom Leppard (* 14. Oktober 1935 in Woodbridge, Suffolk als Tom Wooldridge; † 12. Juni 2016 in Inverness, Schottland) war ein für seinen eremitischen Lebensstil und als Leopard Man of Skye für seine Tätowierungen bekannter Engländer.

## Leben
Tom Leppard wurde 1935 als Tom Wooldridge im englischen Woodbridge geboren, wuchs mit drei Brüdern auf und besuchte eine strenge Klosterschule. Er war römisch-katholischer Konfession. Im Alter von 15 Jahren trat er der Royal Navy bei, später war er im Rang eines Colour Sergeant bei den Rhodesian Special Forces. Während der Zeit bei den Streitkräften Rhodesiens und Südafrikas war er unter anderem im Sambesital stationiert. Nach 28 Jahren Dienstzeit zog er zunächst nach London, hatte aber Schwierigkeiten, sich an das Leben als Zivilist zu gewöhnen. Nachdem er in schlechtbezahlten Jobs mit „schrecklichen Bedingungen“ gearbeitet hatte, ließ er von 1983 bis 1986 seinen ganzen Körper tätowieren und änderte seinen Nachnamen in „Leppard“, um durch Auftritte als „Freak“ Geld zu verdienen. Von seiner Familie hielt er nur zu seiner Mutter Kontakt und mied ansonsten das Gesellschaftsleben Londons.

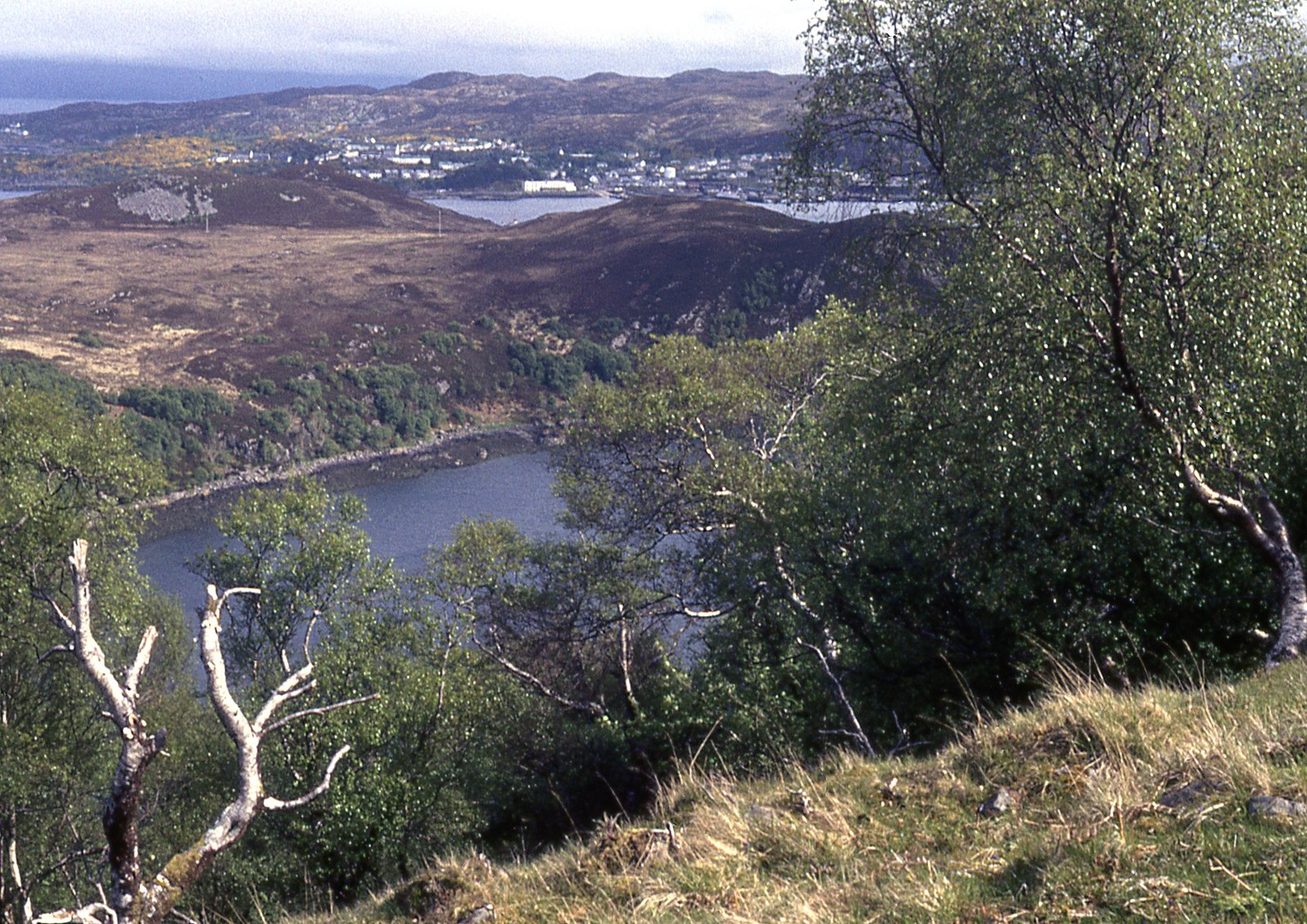
Blick auf Loch na Bèiste, im Hintergrund die Ortschaft Kyle of Lochalsh an der Nordwestküste Schottlands, Mai 1991

1988 übersiedelte Leppard aus der ihm verhassten Stadt in eine kleine, verfallene Bothy in der Nähe von Kyleakin im Südosten der schottischen Insel Skye, am Ufer des Loch na Bèiste (), eines Ausläufers des Loch Alsh, wo er die nächsten 20 Jahre in selbstgenügsamer Abgeschiedenheit verbrachte. Die Hütte ist von Kyleakin aus nur nach einem zweistündigen Fußmarsch oder per Boot erreichbar. Er lebte in seiner fensterlosen, untermannshohen Hütte mit Plastikplanendach, Lehmboden, ohne Elektrizität, Heizung und fließendes Wasser, schlief auf Styroporplatten, badete im Fluss und kochte auf einem Primuskocher. Trotz der eisigen Winter und Mückenplagen im Sommer schätzte er das Leben auf der Insel. Er hatte neben einer Bibel eine Sammlung von Geschichtsbüchern, wie etwa über die Geschichte Europas, den Einfluss des Islams auf Spanien und eine Biographie des römischen Kaisers Augustus zu seiner Unterhaltung. Nah bei seiner Hütte hängte er Vogelfutter für „seine“ fünf Möwen, Finken, Blaumeisen, Rotkehlchen und Spatzen auf. Mehrfach im Monat paddelte er mit dem Kajak mehrere Kilometer zum Festland, um in Kyle of Lochalsh an der Nordwestküste Schottlands Vorräte zu kaufen und Geld und Lebensmittel abzuholen. Seine Tätowierungen machten ihn unter den Einwohnern des Ortes, die ihm stets freundlich begegneten, bekannt. Als ihm die Kajaktouren altersbedingt zu anstrengend und gefährlich wurden, zog er 2008 auf Vorschlag und mit Unterstützung von Freunden nach Broadford, Skye, in ein kleines Haus mit einem Zimmer und später in ein Altersheim am Stadtrand von Inverness. Dort starb er im Juni 2016.

## Tätowierungen
Leppard ließ sich ab 1983 nach Ende seines Militärdienstes tätowieren, um, neben seiner Pension, mit den Auftritten als Leopard Man of Skye mit künstlichen Reißzähnen seine isolierte Existenz zu finanzieren. Dies geschah über einen Zeitraum von drei Jahren bei drei verschiedenen Tätowierern, die ihn mit Flecken und Mustern tätowierten, die an die Fellzeichnung von Leoparden erinnern sollten. Die gesamte Fläche zwischen den dunklen Flecken wurde mit safrangelber Farbe gefüllt. 99,2 % (laut Guinness-Buch der Rekorde 99,9 %) seines Körpers, einschließlich der Nase und des Schädels, waren tätowiert. Auf die Augenoberlider ließ er sich grüne Katzenaugen stechen. Ob er sich wegen Interesses an Großkatzen für Leopardenflecken entschied oder weil sie für einen Tätowierer leicht zu machen waren, ist nicht eindeutig belegt.
Er hielt ab 2001 den Guinness-Weltrekord als „meisttätowierter Mann der Welt“, bis er von Gregory Paul McLaren (Lucky Diamond Rich) abgelöst wurde, und später bis zu seinem Tod als „meisttätowierter Senior der Welt“.

## Berichterstattung
Leppards Leben wurde in Büchern porträtiert, Zeitungen berichteten über ihn und er trat vereinzelt im Fernsehen auf, so etwa 1996 in der Harald Schmidt Show und 2002 in Ripley’s unglaubliche Welt. Neben der Bekanntheit auf Grund seiner Tätowierungen und der Aufnahme in das Guinness-Buch der Rekorde stand Leppard auch wegen seiner minimalistischen und eremitischen Lebensweise in der Öffentlichkeit. Infolge seiner wachsenden überregionalen Bekanntheit wurde er öfters von Rucksacktouristen besucht, darunter auch viermal innerhalb eines Monats von der damals 17-jährigen Deutschen Manuela Ruda, die auf Leppard wie „ein ganz normaler Teenager“ wirkte. Auch nach ihrer Inhaftierung nach dem Mordfall von Witten 2001 schrieb sie zunehmend wirre und düstere Briefe an ihn, die er schließlich nicht mehr beantwortete. In Interviews betonte er „den Widerspruch zwischen seiner spirituellen Haltung und dem Wahnglauben Rudas“, die behauptete, von Leppard zum Satanismus inspiriert worden zu sein. Während sie Satan anbete, sei er „gläubiger Katholik, der täglich wenigstens drei Stunden betet“.